# Bockraden

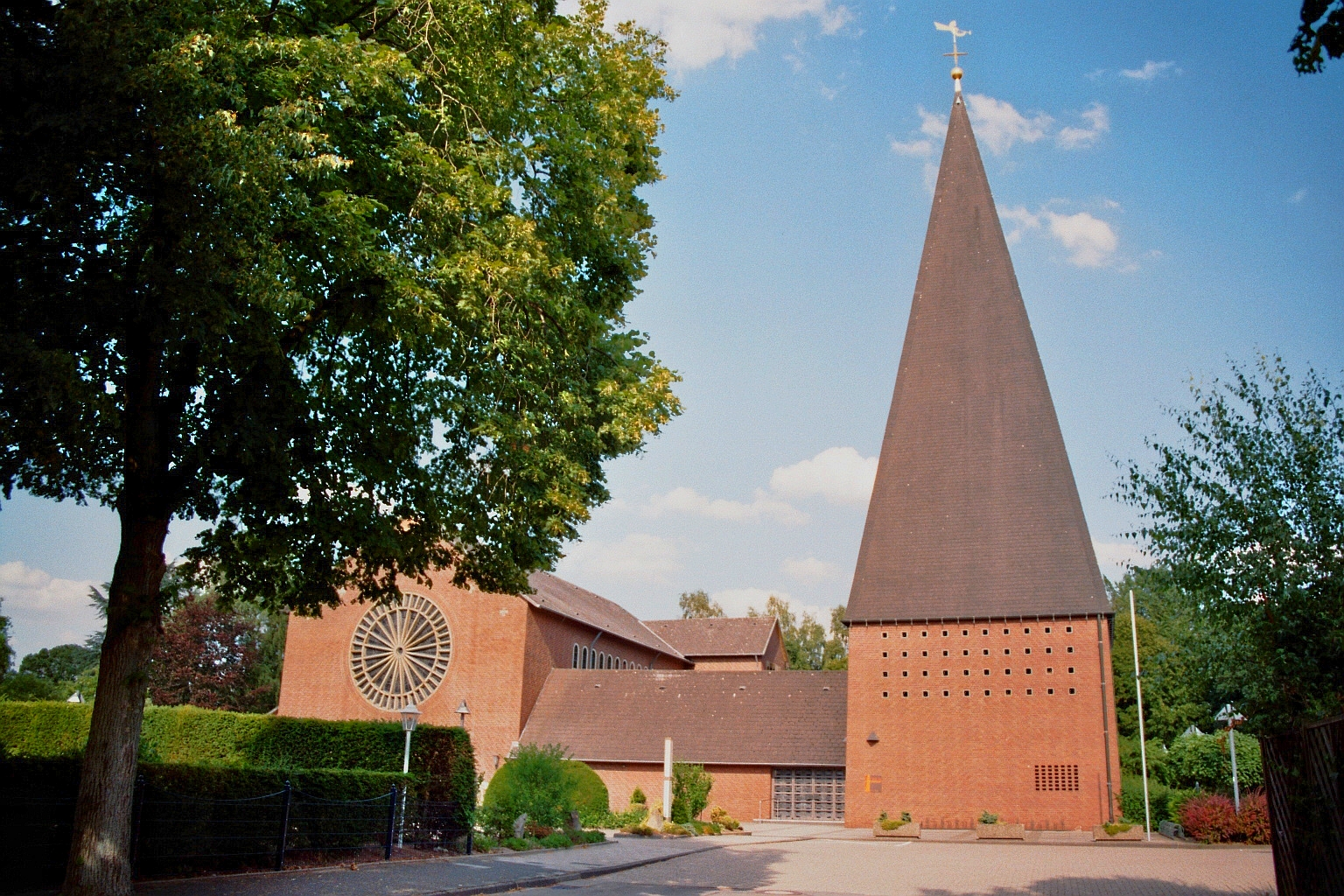
Katholische St.-Michael-Kirche

Bockraden bezeichnet sowohl einen Ortsteil mit mehreren Bauerschaften von Ibbenbüren in der Region Tecklenburger Land sowie auch einen Einschnitt des Schafbergmassives bei Ibbenbüren, der allgemein als Bockradener Graben bekannt ist. Der Ortsteil hat 4.608 Einwohner (Stand: 30. Juni 2020).

## Lage
Der Ortsteil Bockraden wird im Westen vom Dickenberg und im Osten vom Schafberg begrenzt. Beides sind sowohl Ortsteile von Ibbenbüren als auch Bestandteile des Schafbergplateaus. Südlich Bockradens schließt sich am Hang des Schafberges das Stadtzentrum Ibbenbürens an. Nördlich in Niederbockraden beginnt das Gebiet der Gemeinde Mettingen mit deren Ortsteil Schlickelde.
Im Gebiet um Ibbenbüren werden allerdings oft auch nördliche Bereiche der Innenstadt Ibbenbürens sowie westliche Teile des Schafbergs als zu Bockraden gehörig verstand, so dass sich teilweise auch Einwohner des Innenstadtgebiets und des Schafbergs als Bockradener bezeichnen.

### Einwohner
| Datum      | Einwohner |
| ---------- | --------- |
| 31.12.2006 | 4767      |
| 31.03.2013 | 4742      |
| 31.12.2015 | 4692      |
| 31.12.2023 | 4665      |

### Bockradener Graben
Markantestes Zeichen Bockradens ist der besagte Bockradener Graben, eine geologische Senke mit einer Breite von ungefähr 2 km, die das Schafbergmassiv in zwei Teile teilt. Dieser Taleinschnitt steigt nach Süden hin an und erreicht im äußersten Süden fast das Niveau des Schafberges und des Dickenberges (Oberbockraden). Dieser südliche Abschnitt heißt Glücksburg oder Glücksberg. Die gleichnamige steile Straße führt in einigen Kurven ins Tal Richtung Ibbenbüren. Der nördliche flache und fast auf Niveau der Umgebung angepasste Teil des Grabens nennt sich Niederbockraden.

## Bergbau
Viele Relikte weisen auf den früheren Steinkohlenbergbau in Bockraden hin. Der Beustschacht, ein ehemaliger Schacht, der im 19. Jahrhundert hier förderte, ist ein bedeutendes Relikt hiervon.
Im Bockradener Graben befindet sich der Bockradener Schacht, der zum Bergwerk Ibbenbüren gehört. Er dient vornehmlich der Bewetterung der Grube. In Bockraden wurde zwischen 2011 und 2018 Anthrazitkohle in den Flözen 53 und 54 in großer Teufe abgebaut.